# Rhopalione uromyzon
Rhopalione uromyzon là một loài chân đều trong họ Bopyridae. Loài này được Pérez miêu tả khoa học năm 1920.